# Włodzimierz Czacki
Włodzimierz Czacki   (Pavlivka, 16 d'abril de 1834 - Roma, 8 de març de 1888) fou un cardenal polonès del segle xix familiar del cardenal Adam Stefan Sapieha.
Exercí les seves funcions a la Cúria Pontifícia, sobretot a la Congregació Extraordinària d'Afers Eclesiàstics. Fou escollit arquebisbe titular de Salamina i fou nunci apostòlic de França entre el 1879 i el 1882.
El papa Lleó XIII el nomenà cardenal durant el consistori del 25 de desembre del 1882 i és autor de diversos articles i poemaris. El papa Lleó li va donar el seu galero vermell i li va assignar l'església titular de Santa Pudenziana el 15 de març de 1883.

## Obres
- Polsce i Państwie Kościelnym (1860)
- Les catholiques et l'Église de Pologne (1863)
- Rome et la Pologne (1864)
- Kościół i postępowość (1868)